# Wakken
|  | No s'ha de confondre amb Wacken, un municipi d'Alemanya.. |

Wakken és un antic municipi de Bèlgica, al marge del Mandel, prop de la desembocadura al Leie. L'1 de gener de 1977 va fusionar amb Dentergem.

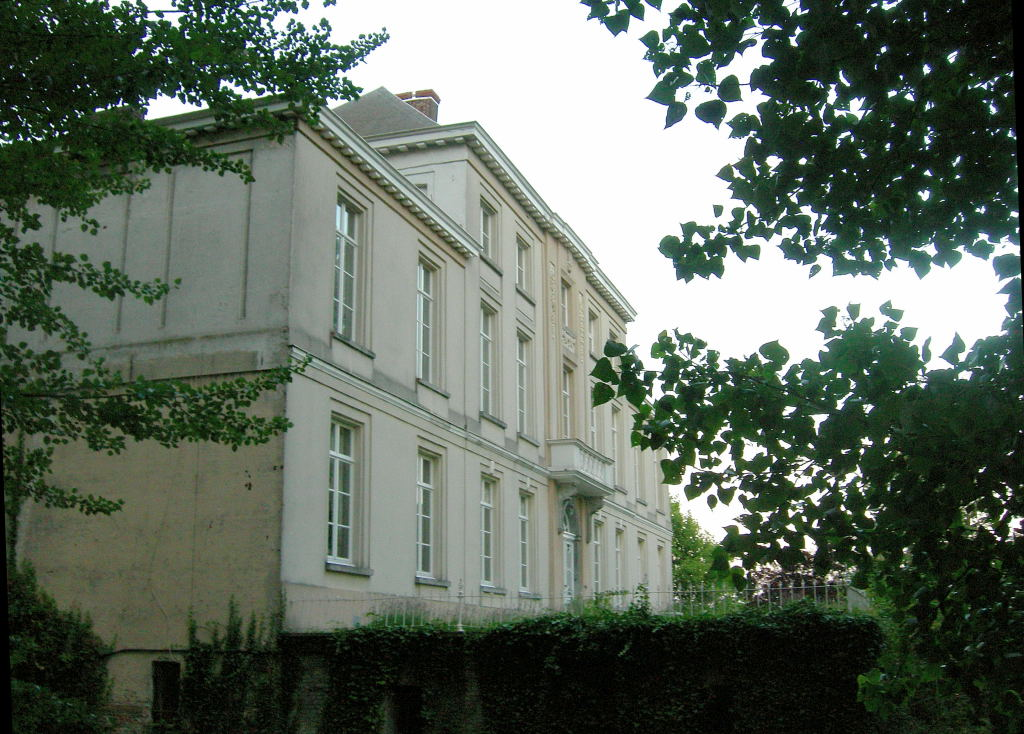
Castell de Wakken

És principalment un poble residencial i agrícola. Fins al darrere quart del segle xx hi havia unes menudes indústries de llí, tèxtil, una fàbrica de cervesa i malteria. És regat pel Mandel, que hi rep les aigües del Trogbeek, Kelderbuisbeek, Scheldeputbeek i Aalbeek. El primer esment escrit Wackinis data del 791. El nucli antic a l'entorn de l'església de Pere i Pau és un paisatge urbà protegit des del 1998.

## Monuments
- El costell
- El castell de Wakken

## Persones
- Jodocus Hondius (1563-1612), cartògraf i editor
- Joris van Severen (1894-1940), polític i activista d'extrema dreta